# 何缙
何缙（1627年1月10日—?年），字子笏，号雾岩，號晉函。四川省川东道夔州府梁山县（即今重庆市梁平区）人。順治十五年戊戌科進士。

## 生平
顺治十一年（1654年）举人。順治十五年戊戌科易經房中式第52名，顺治十五年（1658年）三甲第六十三名进士。刑部觀政，顺治十八年（1661年），签分浙江，辛丑授余姚县知县。康熙七年（1668年）调徽州府祁门县知县，十九年（1680年）调奉新县知县，所至皆有善政。
康熙二十四年（1685年），升贵州黔西州（今黔西县）知州，莅任一年，诸事毕举。贵州总督以贵州志乘缺略，檄所属州县集人编纂。缙以黔西州隶属版图，勘绘舆图，收录民情风物，采集远近大事，纂成《黔西州志》，深得嘉奖。黔西之志盖自此始。士民感怀。《梁山县志》有传。

## 家族
父何一寿，明代末叶人。族兄何纶，明崇祯十年（1637年）中式丁丑科三甲进士，事弘光政权。族子何如金，占籍金陵（即今南京市），遂为邑人。族孙何云章，顺治十四年举人。

## 遗世著作
- 《心遥堂初集》
- [康熙]《黔西州志》，二十七卷首一卷末一卷／（清）蓝应袭修，何梦篆、程廷祚纂，清乾隆十六年（1751年）刻本；抄本。